# Lamb of God (альбом)
| Совокупная оценка | Совокупная оценка |
| Источник          | Оценка            |
| ----------------- | ----------------- |
| AnyDecentMusic?   | 7.3/10            |
| Metacritic        | 81/100            |
| Оценки критиков   |                   |
| Источник          | Оценка            |

Lamb of God — восьмой студийный альбом американской грув-метал группы Lamb of God, вышедший 19 июня 2020 года. Изначально выход релиза был запланирован на 8 мая 2020 года, но выпуск отложили из-за пандемии коронавируса. Lamb Of God стал первым студийным альбомом группы без оригинального барабанщика Криса Адлера, который покинул коллектив в июле 2019 года. Продюсированием пластинки занимался Джош Уилбур, который сотрудничает с группой начиная с альбома Sacrament 2006 года.

## Реакция
Альбом получил всеобщее признание от музыкальных критиков после его выпуска. На сайте-агрегаторе Metacritic альбом имеет средневзвешенную оценку 81 из 100 на основе восьми обзоров. В AnyDecentMusic? альбом имеет средний балл 7,3 из 10, основанный на восьми обзорах. Джеймс Кристофер Монгер из AllMusic наградил альбом четырьмя из пяти звезд, назвав альбом «напряженным, но уверенным альбомом для таких напряженных и неудобных времен». Манус Хопкинс из Exclaim! оценил альбом на 7 из 10 и сказал, что, хотя ничто в Lamb of God не чувствуется «революционным» или «передовым», как на предыдущих альбомах группы, альбом все еще «является квинтэссенцией того, чего фанаты должны ожидать от группы на данный момент». Джеймс МакМэхон из NME дал альбому четыре из пяти звезд, назвав альбом «записью, которая является самой аутентичной версией того, чем хотят быть Lamb of God». Он особенно выделил песню «Memento Mori», которая «определяется неумолимой гитарой Марка Мортона и заигрывает с эфирным готом Sisters of Mercy».
Кори Гроу из Rolling Stone дал альбому три из пяти звезд, заявив, что в альбоме содержатся «разновидности гитарных риффов, будто забивающих сваи и барабаны, достойные олимпийских медалей, которые группа усовершенствовала за последние 20 лет», что облегчает менее политичным фанатам группы задачу получать веселье от альбома. Он также похвалил «непредубежденные» и «инклюзивные» тексты Блая, которые заставляют слушателей «напрягать уши, чтобы понять смысл его речей».

### Продажи
Альбом дебютировал под номером 15 на Billboard 200, продавшись тиражом 30 000 единиц, эквивалентных альбому в первую неделю выпуска, из которых 27 000 составили чистые продажи альбомов. Альбом также дебютировал под номером 2 в чартах Current Album Sales и Top Rock Albums и под номером 1 в чартах Hard Rock Albums.

### Награды
| Издание              | Номинация                              | Место |
| -------------------- | -------------------------------------- | ----- |
| Consequence of Sound | Топ 50 альбомов 2020 года              | 40    |
| Loudwire             | Топ 70 рок- и метал-альбомов 2020 года | N/A   |
| Revolver             | Топ 25 альбомов 2020 года              | 14    |

## Список композиций
Слова и музыка всех песен — Lamb of God.
| №                   | Название                                                | Длительность |
| ------------------- | ------------------------------------------------------- | ------------ |
| 1.                  | «Memento Mori»                                          | 5:48         |
| 2.                  | «Checkmate»                                             | 4:30         |
| 3.                  | «Gears»                                                 | 3:55         |
| 4.                  | «Reality Bath»                                          | 4:32         |
| 5.                  | «New Colossal Hate»                                     | 4:30         |
| 6.                  | «Resurrection Man»                                      | 4:59         |
| 7.                  | «Poison Dream» (при участии Джейми Джасты из Hatebreed) | 4:57         |
| 8.                  | «Routes» (при участии Чака Билли из Testament)          | 3:04         |
| 9.                  | «Bloodshot Eyes»                                        | 3:57         |
| 10.                 | «On the Hook»                                           | 4:30         |
| Общая длительность: | Общая длительность:                                     | 44:42        |

| №                   | Название              | Длительность |
| ------------------- | --------------------- | ------------ |
| 11.                 | «Ghost Shaped People» | 4:05         |
| Общая длительность: | Общая длительность:   | 48:47        |

## Принимали участие
- Рэнди Блай — вокал
- Марк Мортон — соло- и ритм-гитара
- Вилли Адлер — ритм-гитара
- Джон Кэмпбелл — бас-гитара
- Арт Круз — ударные

### Дополнительные музыканты
- Джейми Джаста — гостевой вокал (на «Poison Dream»)
- Чак Билли — гостевой вокал (на «Routes»)

### Производство и дизайн
- Джош Уилбур — производство, звукоинженер, сведение
- Кевин Биллингсли — звукоинженер
- Ник Роу — звукоинженер
- Оливер Роман — звукоинженер (дополнительн.)
- Джерред Поллачи — звукоинженер (дополнительн.)
- Эван Мясковский — звукоинженер (дополнительн.)
- Кайл Хайнс — звукоинженер (дополнительн.)
- Мэтью Эрлихман — звукоинженер (дополнительн.)
- Пол Бруски — звукоинженер (дополнительн.)
- Тед Дженсен — мастеринг
- K3n Adams — обложка
- Бартек Рогалевич — макет
- Трэвис Шинн — фотография

## Чарты
| Чарт (2020)                         | Наивысшая позиция |
| ----------------------------------- | ----------------- |
| Австралия (ARIA)                    | 5                 |
| Австрия (Ö3 Austria)                | 8                 |
| Бельгия/Валлония (Ultratop)         | 15                |
| Бельгия/Фландрия (Ultratop)         | 23                |
| Великобритания (UK Albums Chart)    | 16                |
| Венгрия (MAHASZ)                    | 19                |
| Германия (Offizielle Top 100)       | 7                 |
| Италия (FIMI)                       | 96                |
| Канада (Canadian Albums Chart)      | 11                |
| Нидерланды (Album Top 100)          | 44                |
| США (Billboard 200)                 | 15                |
| Финляндия (Suomen virallinen lista) | 6                 |
| Франция (SNEP)                      | 117               |
| Чехия (ČNS IFPI)                    | 62                |
| Швейцария (Schweizer Hitparade)     | 4                 |
| Шотландия (Scottish Albums Chart)   | 8                 |